# Еґон Петрі
Еґон Петрі (нід. Egon Petri; 1881 — 1962) — піаніст та педагог. Друг, послідовник і однодумець Ферруччо Бузоні. Неперевершений виконавець творів Ференца Ліста. Вчитель Джона Огдона і Ерла Вайлда.

## Біографія
Петрі був голландського походження; народився в Ганновері (Німеччина), а виховувався в Дрездені. Батько Еґона, Генрі Вільґельм Петрі, був відомим скрипалем і великим поціновувачем квартетної музики. У нього часто збиралися друзі та разом музикували, причім керував ними він сам, так як був відмінним знавцем квартетного мистецтва. Лад життя в будинку Петрі спонукав дитину займатися музикою. З п'яти років Еґон вже почав грати на скрипці, а з семи років — на фортеп'яно. Під керівництвом батька він почав грати в квартеті, одночасно вражаючи близьких і рідних своїми феноменальними успіхами в грі на фортеп'яно.
Найважливішою подією в житті Еґона стало його знайомство зі знаменитим піаністом Ферруччо Бузоні, у якого він і став вчитися, коли приїхав до Німеччини. Незабаром учень був вшанований честю виступати з учителем у фортеп'янних дуетах, а потім і брати участь спільно з ним в редагуванні 25-томного видання клавірних творів Й. С. Баха; редакції Петрі до наших днів не втратили свого значення. Завдяки Бузоні, Петрі цілком зосередився на роботах Баха і Ліста — композиторів, які, поряд з самим Бузоні, залишалися до кінця днів в центрі його репертуару. Також зарекомендував себе чудовим виконавцем творів Бетовена і Брамса.
З початком Першої світової війни Петрі та Бузоні переїхали до Швейцарії, де продовжили редакторську співпрацю. У 1920-х Петрі викладав в Берлінській вищій школі музики. У 1927 році багато часу провів в Закопаному (Польща), де займався з обдарованими студентами. З 1929 року почав записуватися (в студії «Колумбія»).
Незадовго до початку Другої світової війни Петрі переїхав до Сполучених Штатів, де почав працювати в Корнелльському університеті. Концертував в різних країнах Європи і Америки. Його виступи всюди викликали захоплені відгуки преси. 
Про його виступ у Харкові 23 жовтня 1927 в 3-му концерті Державного концертового бюро писав часопис "Нове мистецтво" (№22, 1927):
"Зайвий раз хочеться підкреслити надзвичайну у Е. Петрі техніку гри, остільки високу і вільну, що про неї, слухаючи виконання артиста, не думаєш, забуваєш, відчуваючи лише комплекс емоцій, що їх викликає великий майстер і художник". 
Того разу Е. Петрі виконував твори Шумана, Шопена і Стравінського ("Петрушка"), а на біс - вальс Шуберта-Ліста.
Серед учнів Е. Петрі - український піаніст та композитор Антін Рудницький (1902-1975).
Е. Петрі викладав у різних навчальних закладах Англії, Німеччини, Польщі, Швейцарії, США, продовжуючи разом з тим концертну діяльність.

## Значення
Петрі володів потужною фортеп'янною технікою, особливо пальцевою, та щільним повнозвучним туше. Його гра відрізнялася відсутністю зовнішньої ефектності, тонким відтворенням всіх голосів поліфонічної тканини.
Велика увага в опановуванні фортеп'янного мистецтва надається редакціям клавірних творів Й.С.Баха, здійснена Еґоном Петрі.